# 極悪同盟

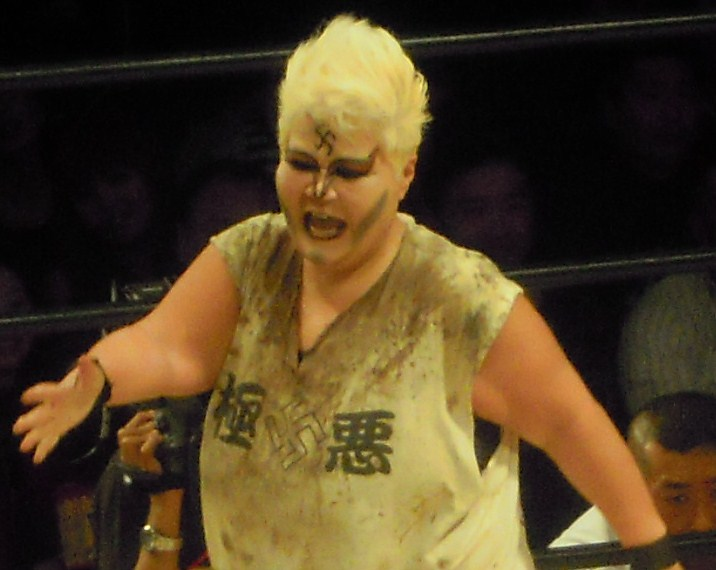
リーダーを務めていたダンプ松本。

極悪同盟（ごくあくどうめい）は、1980年代に全日本女子プロレスで活躍した、ダンプ松本を中心とするヒールユニット。
本項ではセガから発売された同名のアーケードゲームと家庭用ゲーム「極悪同盟 ダンプ松本」についても記述する。

## 概観
「ブラック・デビル（デビル軍団）」の構成員だったダンプとクレーン・ユウが、植田信治コミッショナーの凶器使用禁止令を期に軍団を解散しベビーフェイスに転向したデビル雅美と山崎五紀に謀反する形で独立、1984年に結成した。
同時期に人気絶頂だったクラッシュギャルズとの抗争は、容赦ない凶器攻撃（一斗缶やヌンチャクによる殴打、チェーンでのチョーク、竹刀を用いたキャメルクラッチ等）による派手な流血、負傷箇所の狙い打ち、極悪レフェリー阿部四郎の不公正なジャッジ、そして独特のパンク・ファッションによって、女子プロレスが社会現象になる程の注目を浴び、男性プロレスマニアにも新たな客層を広げることに貢献した。一方で、熱狂的なクラッシュファンから生卵やカップ麺を投げつけられることが多かったため、外出は集団行動が多かったという。
人気の後押しを受けて増殖を重ね、「夕やけニャンニャン」など一般番組にも乱入要員として活躍。1986年には短期間ながらWWF（現：WWE）への参戦も果たしている。
1988年のダンプの引退後はブル中野が軍団を受け継ぎ、『獄門党』と改名して活動した。
WWWA世界タッグベルトを奪取することはあっても、全て初防衛戦でベルトを失っている。
2000年代に入り、ダンプの復帰と共に再結成されたが、2009年4月29日のサソリの引退に伴い活動休止中。
2011年、インディーで活動する男子レスラーのボンバー力抜岩・KENJIと『極悪同盟秘密基地』を結成。
2012年1月8日に開かれたブル中野引退興行で一夜限りのブルとダンプによる極悪同盟復活がなされた。ニセクラッシュギャルズが登場して試合が再現され、最後はブルがフォールに持ち込んで阿部四郎が高速カウントを取った。
同年12月29日のLLPW-Xにダンプが参戦した際には第二次極悪同盟のメンバーだったZAP・Tがセコンドに付いた。
2014年3月22日、大田区総合体育館で開かれた長与千種プロデュース興行「That's 女子プロレス」では、ダンプがKAORU、世IV虎と組み、ブル中野、クレーン・ユウ、影かほる、ZAP・Tがセコンドで参加。10月11日、両国国技館で開催された神取忍生誕50年ミスター半世紀イベントでダンプの試合入場時にはブル、神崎文枝、影、ZAP・T、千春が参加した。
2016年6月21日、後楽園ホールでの超戦闘プロレスFMWにはダンプがミス・モンゴルとノーロープ有刺鉄線デスマッチと一騎討ち。「モンゴルが負けたらモンゴル軍解散&極悪同盟入り」の条件で試合が行われ、モンゴルは勝利したがダンプと共闘し極悪同盟入りを宣言した。
7月9日、東京・新木場1stRINGで行われたダンプ松本＆堀田祐美子主催興行「極悪×暴走」スペシャルエキシビションマッチにクレーン・ユウがダンプと久々にタッグを組んで、かつての全女仲間でもあり親友のジャンボ堀、大森ゆかりのダイナマイトギャルズとOG対決した。極悪同盟のセコンドにはブル中野と影かほる、サソリが参加した。

## 同盟の特徴
試合中の動きが悪い選手にはダンプの鉄拳が下ったり、「笑わない」「サインをしない」という掟を立て、それに徹しきれなかったクレーンが排除されるなど、厳格な面はあったが、同盟の移動バス内の冷蔵庫の飲み物は新人でも自由に飲め、切れた際はダンプが自ら補充したり、試合前に連れ立って観光に行くこともあったりと、必要以上に理不尽な上下関係はない集団であった。また、同盟員がベビーフェイスの選手から嫌がらせを受けた際はダンプ自ら対処に乗り出すなどしたため、結束力も高かった。
ダンプ自身も、「とにかく極悪同盟ではイジメをしないって決めて。ベビーのほうでは理不尽なイジメがたくさんあると聞いていたからね。試合に対してはシビアにやるけど、あとはみんなで楽しくやろうよって」と当時を振り返っている。ベビーフェイスの若手が耐えかねて極悪同盟のバスに逃げ込んでくることもあったという。

## メンバー

### 極悪同盟秘密基地
- ダンプ松本
- ボンバー力抜岩
- KENJI

### 平成期
- ダンプ松本
- サソリ[6]
- ZAP・T
- ファング鈴木

### 昭和期
- ダンプ松本
- クレーン・ユウ（マスクド・ユウ）
- ブル中野
- コンドル斉藤
- 岩本久美子
- 石黒泰子
- 坂本あけみ
- ドリル仲前
- 神崎文枝
- 影かほる
- 宍戸江利花
- 木村伸子
- 豊田記代

その他
- 阿部四郎
- 謎の覆面マネージャー

## 極悪同盟 ダンプ松本
1986年にアーケード版として『ダンプ松本』のタイトルでセガから、家庭用移植版が同年7月20日にセガ・マークIII用ソフトとして『極悪同盟 ダンプ松本』のタイトルでセガからそれぞれ発売された。史上初の女子プロレスゲーム並びに実名で登場したプロレスゲームである。アーケード版のシステム基板はセガ・システム16Aを使用。極悪同盟かフレッシュ・ギャルズ（クラッシュ・ギャルズ）どちらかのユニット4人から2人を選び、相手ユニットのタッグチームと対戦する。登場レスラーはダンプ松本、ブル中野、JIKI JIKI（ゲームオリジナルキャラクター）、コンドル斉藤、ライオネス飛鳥、長与千種、立野記代、山崎五紀。家庭用では20連勝するとニューヨーク遠征、30連勝すると隠しラウンドで宇宙人チームと惑星で宇宙タッグチャンピオンをかけて戦う。2015年にセガのアーケードゲーム事業を継承したセガ・インタラクティブの「セガ・アーケードゲームヒストリー」には、他のセガのプロレスゲームの紹介は掲載されているが、本作の紹介は掲載されていない。
ファミコンロムカセット（開発、発売元はサンリツ電気）でも発売される予定だったが、発売中止になった。

### 登場レスラー
括弧内は海外版の名前。
極悪同盟
- ダンプ松本（DUMP MATSUMOTO）
- ブル中野（CHEST FREEZER）
- JIKI JIKI（SAVAGE ANGEL）
- コンドル斉藤（RUDE WARRIOR）

フレッシュ・ギャルズ
- ライオネス飛鳥（SUSHI FUJIYAMA）
- 長与千種（WANDA TURBO）
- 立野記代（TANK TENPURA）
- 山崎五紀（SUZI CHOPSTIK）

### 海外版と国内版の違い
実はこのゲーム、業務用と家庭用では基板となったゲームがそれぞれ別にあり、業務用は海外では『body slam』というタイトルで、家庭用はセガ・マスターシステム『Pro Wrestling』を上記のレスラーと同タイトルに置き換えたものである。
『body slam』は国内版と同じく女子プロレスゲームであるが、ダンプ松本以外は名前が変更され、音声も英語に差し替えられており、タイトルのダンプに竹刀を叩いているシーンが追加されている。
国内版『ダンプ松本』では極悪同盟チームがプレイヤー側でダンプ以外のキャラをリングに上がっている場合、ダンプに交代する時に「ダンプの登場です」というアナウンスが流れ、一定の面数をクリアするとゲームが止まってしまうというバグがある（『ゲーメスト』等のゲーム雑誌にハイスコア集計を行う際全面クリア扱いとなっていた）。
『Pro Wrestling』は女子プロレスゲームではなく、男子プロレスゲームとなっている。